# Pegasos

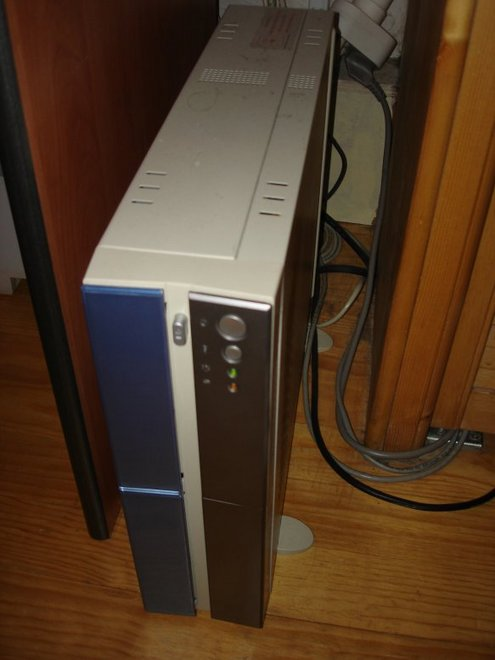
Genesi Open Desktop Workstation, construit avec la carte Pegasos II

Le Pegasos est une carte mère microATX utilisant un microprocesseur RISC PowerPC d'IBM et/ou Freescale (PowerPC G3 et G4). Grâce à sa conception modulaire, le Pegasos est adapté à de multiples utilisations. Les standards contemporains y sont intégrés afin d'y connecter de nombreux périphériques.

## Historique
Créé par Gerald Carda avec l'aide de Thomas Knabel ainsi que de la société bplan, cette machine a évolué depuis ses premiers pas en 2001.
Durant l'été 2002, les premiers Pegasos baptisés Betatester commencent tout juste à être vendus à quiconque accepte de signer un NDA (« accord de non divulgation »). L'histoire témoignera des problèmes de corruption de données imputés par l'équipe de développement au northbridge alors utilisé, l'Articia S, développé par la société américaine Mai.

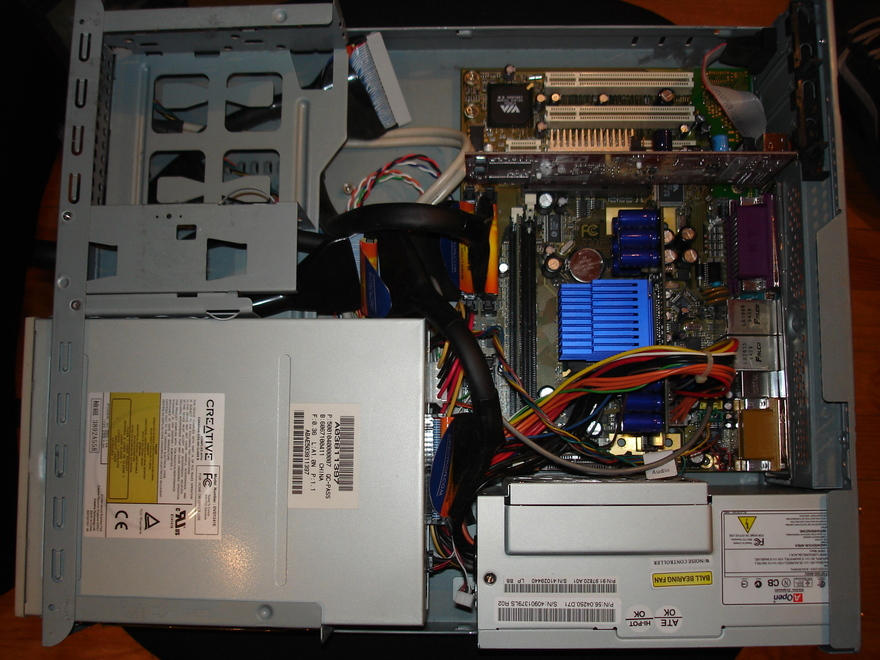
Pegasos 2e version (G4), vue intérieure

Apparaissent alors, en décembre 2002, les Pegasos pourvus du correctif April 1 à l'Amiga show à Aix-la-Chapelle en Allemagne. Les corrections apportées ne sont pas suffisantes et les Pegasos April 2 sortent en mars 2003. En fin de compte, certains problèmes ne peuvent pas être résolus (notamment avec le module processeur G4), compliqués par la relation tendue avec Mai et des problèmes d'approvisionnement en Articia S. Genesi (compagnie mère de bplan) annonce donc en avril 2003 l'abandon du Pegasos I, et le développement de son successeur, le Pegasos II, aux spécificités revues et équipé d'un northbridge de chez Marvell, le Discovery II.
En janvier 2006, Genesi met librement à disposition des membres de www.power.org la documentation, les schémas techniques et la liste des composants de la carte Pegasos II rev.2b5. Le Pegasos II devient ainsi un ordinateur "Open Hardware" et chacun est libre d'en réaliser une copie ou un clone. Les documentations sont mises à disposition des utilisateurs sur le site officiel du projet.

## Principe
Le Pegasos se présente comme une machine unique, ce n'est ni un clone de PC ni un clone de Macintosh, même si leurs caractéristiques sont proches. Le Pegasos peut faire tourner plusieurs systèmes d'exploitation comme MorphOS, Linux (Debian, Gentoo, Yellow Dog Linux, …), AROS, OpenSolaris ou encore MacOS X via Mac-On-Linux. Plus récemment, Acube system a annoncé la disponibilité de AmigaOS le 31 janvier 2009.